# Карбонера
Карбонера (італ. Carbonera, вен. Carbonera) — муніципалітет в Італії, у регіоні Венето,  провінція Тревізо.
Карбонера розташована на відстані близько 430 км на північ від Рима, 28 км на північ від Венеції, 4 км на північний схід від Тревізо.
Населення — 11 179 осіб (2014).
Щорічний фестиваль відбувається 15 серпня. Покровитель — Maria Assunta.

## Демографія
Населення за роками:

Станом на 1 січня 2023 року в муніципалітеті офіційно проживало 898 іноземців з 60 країн, серед них 203 громадяни країн Євросоюзу та 23 громадяни України.

## Уродженці
- Джузеппе Моро (*1921 — †1974) — відомий у минулому італійський футболіст, воротар.

## Сусідні муніципалітети
- Бреда-ді-П'яве
- Мазерада-суль-П'яве
- Сан-Б'яджо-ді-Каллальта
- Сілеа
- Спрезіано
- Тревізо
- Віллорба